# Cosimo Quarta
Cosimo Quarta (Leverano, 22 ottobre 1941 – Lecce, 17 ottobre 2016) è stato un filosofo italiano.

## Biografia
Filosofo dell'utopia fu uno dei maggiori studiosi di Tommaso Moro, sul quale scrisse il libro Tommaso Moro - Una reinterpretazione dell'utopia.
Docente di Filosofia della Storia ed Etica ambientale presso l'Università del Salento, fu uno studioso di Platone sul quale scrisse L'utopia platonica - Il progetto politico di un grande filosofo.
Fu tra i fondatori del Centro interdipartimentale di ricerca sull'utopia
Morì, a seguito di infarto cardiaco, il 17 ottobre 2016.

## Opere
- Tommaso Moro - Una reinterpretazione dell'utopia, 1993, Edizioni Dedalo, ISBN 978-8822061126
- Thomas More, 1993, ECP
- L'utopia platonica - Il progetto politico di un grande filosofo, 1993, Edizioni Dedalo, ISBN 978-8822061461
- Globalizzazione, giustizia, solidarietà, 2004, Edizioni Dedalo, ISBN 978-8822062727
- Una nuova etica per l'ambiente, 2006, Edizioni Dedalo, ISBN 978-8822062918
- Homo utopicus - La dimensione storico-antropologica dell'"utopia", 2015, Edizioni Dedalo, ISBN 978-8822063274